# Halina Miroszowa
Halina Stefania Miroszowa z domu Uścińska, I° voto Rościszewska (ur. 28 września 1920 w Warszawie, zm. 1 sierpnia 2014 w Skolimowie) – polska dziennikarka radiowa i telewizyjna.

## Życiorys
Była córką Stefana Uścińskiego, żołnierza I Brygady Legionów Polskich. Do 1928 roku rodzina mieszkała w Ostrowi Mazowieckiej, gdzie matka Haliny była nauczycielką w szkole powszechnej, a ojciec pracował w PZU i był komendantem tamtejszej Ochotniczej Straży Pożarnej. W 1928 roku ojciec został awansowany i przeniesiony na stanowisko inspektora powiatowego PZU w Łomży. Halina zamieszkała z rodzicami w Łomży i tam wstąpiła w roku 1931 do harcerstwa oraz zdała w roku 1939 maturę w gimnazjum żeńskim im. Marii Konopnickiej. Po maturze wyjechała z rodzicami do Warszawy, by zdać egzamin wstępny na studia medyczne. Na wezwanie Komendy Głównej Harcerek z 7 września 1939 zgłosiła się natychmiast i dostała przydział jako sanitariuszka do III batalionu 360 Pułku Obrony Warszawy.
Okres II wojny światowej spędziła w Warszawie. Podjęła służbę w Szarych Szeregach i Związku Walki Zbrojnej. W konspiracji zajmowała się kolportażem prasy podziemnej w grupie kolporterek, zwanych „dromaderkami”, dowodzonej przez Aleksandra Kamińskiego. Zapisała się na studia medyczne do szkoły docenta Zaorskiego „Private Fachschule für Sanitäres Hilfspersonal des Dozenten Dr. Zaorski”.
W listopadzie 1941 poślubiła kolegę z łomżyńskiego gimnazjum, Antoniego Rościszewskiego, oficera 7 pułku piechoty Legionów AK „Garłuch”. W styczniu 1943 urodziła syna Jacka i przerwała studia. Przed wybuchem powstania warszawskiego Antoni skłonił żonę, by wyjechała z synem do Zalesia. Sam walczył na Okęciu, przedostał się do Włoch pod Warszawą i tam został aresztowany, zesłany do Auschwitz, skąd przeniesiony do obozu KL Natzweiler-Struthof w Alzacji zginął 4 stycznia 1945.
Po powrocie do Warszawy podjęła pracę urzędniczą w Społecznym Przedsiębiorstwie Budowlanym, potem w biurze Polskiego Radia. Wzięła udział w konkursie na pracowników programowych i zdobyła jedno z siedmiu miejsc na 130 kandydatów. W Radiu poznała swego drugiego męża – Henryka Mirosza (1921–2006), przez wiele lat szefa „Muzyki i Aktualności”. W 1959 roku została w ramach Komitetu ds. Radia i Telewizji przeniesiona z radia (przy ul. Malczewskiego) do telewizji na plac Powstańców Warszawy, a później na ul. Woronicza.
Prowadziła w TVP cotygodniowy magazyn „Miniatury”, składający się z kilku felietonów, a także „Bank miast”, później w II programie TVP program „Twarzą w twarz”. Pod koniec lat 80. XX w. wspólnie z Aleksandrem Małachowskim prowadziła przez dwa lata program interwencyjny Telewizja nocą.
Pomimo tego, że cały okres powojenny spędziła w Warszawie, zachowała sentyment dla miasta lat dziecinnych – Łomży. Była jednym z członków założycieli, którzy 11 listopada 1958 roku założyli w Warszawie Towarzystwo Przyjaciół Ziemi Łomżyńskiej. Jest Honorowym Obywatelem Miasta Łomży. Autorka dwóch książek: „Czerwone oczy kamer” oraz autobiografii „Mój czas” z przedmowami Xymeny Zaniewskiej, Olgi Lipińskiej i Wawrzyńca Kłosińskiego, wydanej przez TPZŁ.
Mieszkała w Domu Aktora w Skolimowie, gdzie zmarła. Spoczęła obok męża Henryka na cmentarzu komunalnym na Wólce Węglowej (kwatera W-IX-5-9-13).

## Dzieła
- Halina Miroszowa, Mój czas : Łomża : Towarzystwo Przyjaciół Ziemi Łomżyńskiej : 2008. ISBN 978-83-924170-4-0.
- Halina Miroszowa, Czerwone oczy kamer : Łomża : wydano nakładem Autorki : 2000. ISBN 83-912037-7-8.

## Odznaczenia
- Medal „Za udział w wojnie obronnej 1939”
- Srebrny Krzyż Zasługi (8 lipca 1954)[6]
- Medal 10-lecia Polski Ludowej (7 stycznia 1955)[7]
- Medal za Długoletnie Pożycie Małżeńskie (12 kwietnia 2000)[8]
- Srebrny Medal „Zasłużony Kulturze Gloria Artis” (8 lipca 2010)[9]